# 戈登縣 (喬治亞州)
戈登縣（英語：Gordon County）是美國喬治亞州西北部的一個縣。面積927平方公里。根據美國2000年人口普查，共有人口44,104人。縣治卡爾霍恩（Calhoun）。
成立於1850年2月13日。縣名紀念曾任軍官、喬治亞中央鐵路第一任主席的威廉·華盛頓·戈登（William Washington Gordon）。